# Lilibet van Sussex
Prinses Lilibet 'Lili' Diana van Sussex (Santa Barbara (Californië), 4 juni 2021) is het tweede kind uit het huwelijk van Harry van Sussex en Meghan Markle, de hertog en de hertogin van Sussex, en een kleindochter van de Britse koning Charles III. Zij is de zevende in lijn voor de Britse troonopvolging.

## Geboorte
Op 14 februari 2021 maakten hertog Harry van Sussex en zijn echtgenote Meghan Markle bekend in de zomer een tweede kind te verwachten. In een interview met Oprah Winfrey in maart maakte het stel bekend dat het een meisje werd.
Op vrijdag 4 juni 2021 om 11:40 (plaatselijke tijd) werd ze geboren in het ziekenhuis in Santa Barbara in de Verenigde Staten; ze woog 3,48 kg. Twee dagen later maakten haar ouders de geboorte en naam bekend. Ze heet Lilibet Diana Mountbatten-Windsor. Ze is het eerste lid van de Britse koninklijke familie dat in de Verenigde Staten geboren is.
Lilibet is een prinses van het Verenigd Koninkrijk vanaf het moment dat haar grootvader Charles III de troon besteeg.
Op 3 maart 2023 werd ze gedoopt in Los Angeles.
- Lilibet was een koosnaam van koningin Elizabeth II van het Verenigd Koninkrijk, haar overgrootmoeder.
- Diana verwijst naar prinses Diana, haar overleden grootmoeder.